# Letca, Sălaj
Letca este satul de reședință al comunei cu același nume din județul Sălaj, Transilvania, România. Se află în nord-estul județului, în podișul Purcăreț-Boiu Mare-Jugăstreni, la o distanță de 48 km față de municipiul Zalău).

## Istorie
Deși urmele locuirii pe aceste meleaguri se pierd mult în negura timpului, localitatea este atestată documentar doar în anul 1405, sub denumirea de Lethka.

## Economie
Economia așezării este predominant agrară, unde culturile de porumb, grâu, orz și cartofi au ponderea cea mai mare. Activitățile din sectorul secundar sunt legate de exploatarea calcarului în cariere și a nisipurilor și pietrișurilor în balastiere.

## Obiective turistice
Fondul turistic al localității este unul de excepție cuprinzând atât elemente naturale cât și elemente de origine antropică de mare valoare.
- Biserica de lemn "Sfanta Maria", monument de arhitectură datând din secolul al XVII-lea[3]
- Biserica de lemn "Sfinții Arhangheli", datând din secolul al XVIII-lea

Alături de acestea, râul Someș reprezintă un adevarat paradis pentru pescarii amatori. De Letca se leagă numele scriitorului Paul Augustin Delaletca (1866 - 1921), autor al povestirilor cuprinse în volumul "Între Someș și Prut" publicat la editura "Minerva" în anul 1905.